# ماریکا هایاشی
ماریکا هایاشی (انگلیسی: Marika Hayashi; ۱۷ آوریل ۱۹۷۵ – ) صداپیشگی در ژاپن، و بازیگر اهل ژاپن بود. وی از سال ۱۹۹۸ میلادی تاکنون مشغول فعالیت بوده‌است.